# Timandra serenata
Timandra serenata är en fjärilsart som beskrevs av Franz Dannehl 1927. Timandra serenata ingår i släktet Timandra och familjen mätare. Inga underarter finns listade i Catalogue of Life.